# Мікроавтобус

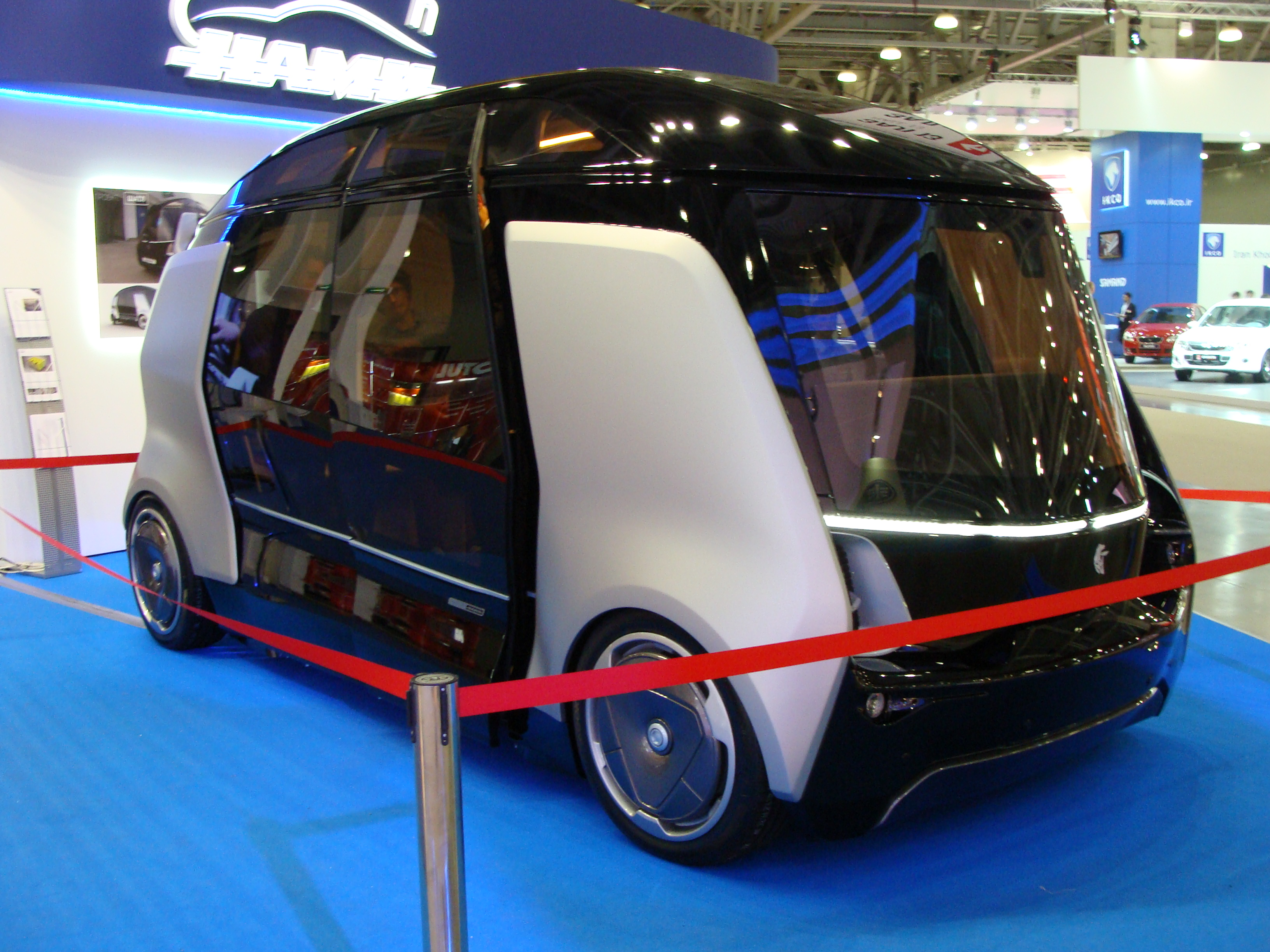
Мікроавтобус з автопілотом КамАЗ «Shuttle».

Мікроавто́бус (мікробус) — згідно з правилами дорожнього руху одноповерховий автобус з кількістю місць для сидіння не більше сімнадцяти з місцем водія включно.
Однак до класу мікроавтобусів відносять[хто?] також і трохи місткіші транспортні засоби. Деякі моделі автомобілів підвищеної місткості позиціонуються автовиробниками як мінівени, хоча їх можна віднести і до мікроавтобусів. Відмінність лише в тому, що у мінівенів кількість рядів сидінь ніколи не перевищує трьох, при цьому часто задній ряд має тільки два місця, а салон трохи нижчий, ніж у мікроавтобусів. 
Якщо мінівени завжди відносяться до категорії транспортного засобу "B", то у мікроавтобусів невеликої маси навіть одна й та ж модель залежно від модифікації і числа сидінь може належить або до категорії "B" або до "D". Як правило, мікроавтобуси базуються на шасі легкових автомобілів або вантажівок малого класу, мають невеликий діаметр коліс, висоту салону, більшу ніж у легкових автомобілів, і більше, ніж два ряди сидінь.

## Виробники мікроавтобусів
- Ford
- Mercedes-Benz
- Volkswagen
- Горьківський автомобільний завод

Типові представники даного класа автобусів:
- РАФ-2203
- ГАЗ Газель
- ГАЗ Соболь
- УАЗ-450
- УАЗ-452
- Barkas
- Honda StepWagon
- Honda Mobilio
- Mazda Bongo
- Mazda Bongo Friendee
- Mercedes-Benz Vito
- Mercedes-Benz Sprinter
- Mitsubishi Delica
- Nissan Vanette
- Nissan Largo
- Nissan Caravan
- Suzuki Every Landy
- Toyota Lite Ace
- Toyota Town Ace
- Toyota Hiace
- Toyota Granvia
- Toyota Alphard
- Volkswagen Crafter
- Volkswagen Transporter
- Volkswagen LT